# 1. Fußball-Club Kaiserslautern 1989-1990
Questa voce raccoglie le informazioni riguardanti il 1. Fußball-Club Kaiserslautern nelle competizioni ufficiali della stagione 1989-1990.

## Stagione
Nella stagione 1989-1990 il Kaiserslautern, allenato da Gerd Roggensack e Karlheinz Feldkamp, concluse il campionato di Bundesliga al 12º posto. In Coppa di Germania il Kaiserslautern perse la finale con dal Werder Brema.

## Rosa
| N. |                        | Ruolo | Calciatore      |
| -- | ---------------------- | ----- | --------------- |
|    | Germania (bandiera)    | P     | Gerald Ehrmann  |
|    | Germania (bandiera)    | P     | Michael Serr    |
|    | Stati Uniti (bandiera) | D     | Tom Dooley      |
|    | Germania (bandiera)    | D     | Karl-Heinz Emig |
|    | Germania (bandiera)    | D     | Franco Foda     |
|    | Germania (bandiera)    | D     | Kay Friedmann   |
|    | Germania (bandiera)    | D     | Herbert Hoos    |
|    | Germania (bandiera)    | D     | Markus Kranz    |
|    | Germania (bandiera)    | D     | Roger Lutz      |
|    | Germania (bandiera)    | D     | Axel Roos       |
|    | Germania (bandiera)    | D     | Joachim Stadler |
|    | Germania (bandiera)    | D     | Reinhard Stumpf |

| N. |                                 | Ruolo | Calciatore      |
| -- | ------------------------------- | ----- | --------------- |
|    | Danimarca (bandiera)            | C     | Bjarne Goldbæk  |
|    | Germania (bandiera)             | C     | Marco Haber     |
|    | Germania (bandiera)             | C     | Frank Lelle     |
|    | Germania (bandiera)             | C     | Uwe Scherr      |
|    | Germania (bandiera)             | C     | Markus Schupp   |
|    | Germania (bandiera)             | C     | Michael Sommer  |
|    | Polonia (bandiera)              | C     | Grzegorz Więzik |
|    | Germania (bandiera)             | A     | Sergio Allievi  |
|    | Bosnia ed Erzegovina (bandiera) | A     | Demir Hotić     |
|    | Germania (bandiera)             | A     | Stefan Kuntz    |
|    | Germania (bandiera)             | A     | Bruno Labbadia  |

## Organigramma societario
Area tecnica
- Allenatore: Karlheinz Feldkamp
- Allenatore in seconda: Reiner Hollmann
- Preparatore dei portieri:
- Preparatori atletici:

## Calciomercato

### Sessione estiva
| Acquisti | Acquisti        | Acquisti          | Acquisti |
| R.       | Nome            | da                | Modalità |
| -------- | --------------- | ----------------- | -------- |
| C        | Marco Haber     | Kaiserslautern II |          |
| A        | Stefan Kuntz    | Uerdingen 05      |          |
| C        | Uwe Scherr      | Augusta           |          |
| D        | Reinhard Stumpf | Kickers Offenbach |          |
| C        | Grzegorz Więzik | ŁKS               |          |

| Cessioni | Cessioni       | Cessioni          | Cessioni |
| R.       | Nome           | a                 | Modalità |
| -------- | -------------- | ----------------- | -------- |
| C        | Mario Basler   | Rot-Weiss Essen   |          |
| A        | Uwe Eckel      | Hannover 96       |          |
| D        | Jürgen Groh    | Edenkoben         |          |
| A        | Harald Kohr    | Grasshoppers      |          |
| D        | Michael Schulz | Borussia Dortmund |          |

### Sessione invernale
| Acquisti | Acquisti        | Acquisti   | Acquisti |
| R.       | Nome            | da         | Modalità |
| -------- | --------------- | ---------- | -------- |
| C        | Bjarne Goldbæk  | Schalke 04 |          |
| A        | Demir Hotić     | Stoccarda  |          |
| A        | Evgeniy Shakhov | Dnipro     |          |

| Cessioni | Cessioni        | Cessioni        | Cessioni |
| R.       | Nome            | a               | Modalità |
| -------- | --------------- | --------------- | -------- |
| A        | Evgeniy Shakhov | Dnipro          |          |
| C        | Wolfram Wuttke  | Espanyol        |          |
| C        | Frank Hartmann  | Wattenscheid 09 |          |

## Risultati

### Bundesliga

#### Girone di andata
| Arbitro: | Strigel |

|                      |           |                      |
| Kuntz 1’, 24’ (rig.) | Marcatori | 56’ (rig.) Effenberg |

| Arbitro: | Tritschler |

|                              |           |                             |
| Jurgeleit 20’ Baranowski 82’ | Marcatori | 39’ Wuttke 68’ (rig.) Kuntz |

| Arbitro: | Kriegelstein |

|                                                             |           |               |
| Labbadia 10’, 57’ Friedmann 63’ Kuntz 79’ Schupp 90’ (rig.) | Marcatori | 75’ Sternkopf |

| Arbitro: | Albrecht |

|                                         |           |              |
| Rahn 51’, 67’ Littbarski 54’ Häßler 55’ | Marcatori | 88’ Hartmann |

| Arbitro: | Harder |

|                    |           |                                 |
| Kuntz 30’ Foda 85’ | Marcatori | 19’ Müller 32’ Dais 39’ Freiler |

| Arbitro: | Broska |

|                                      |           |  |
| Furtok 38’ von Heesen 49’ Jusufi 69’ | Marcatori |  |

| Arbitro: | Löwer |

|                       |           |          |
| Kuntz 19’ (rig.), 48’ | Marcatori | 89’ Binz |

| Arbitro: | Fux |

|                      |           |  |
| Kohn 49’ Wegmann 77’ | Marcatori |  |

| Arbitro: | Wiesel |

|            |           |                      |
| Dooley 89’ | Marcatori | 43’ Walter 82’ Hotić |

| Arbitro: | Osmers |

|                               |           |                |
| Witeczek 23’ Bartram 37’, 45’ | Marcatori | 48’, 51’ Kuntz |

| Arbitro: | Boos |

|               |           |             |
| Chaloupka 17’ | Marcatori | 11’ Allievi |

| Kaiserslautern 7 ottobre 1989, ore 15:30 CET 12ª giornata | Kaiserslautern | 0 – 0 referto | Bayern Monaco | Fritz-Walter-Stadion (35 335 spett.)\| Arbitro: \| Barnick \| |
| Arbitro:                                                  | Barnick        |               |               |                                                               |

| Arbitro: | Kriegelstein |

|            |           |         |
| Buncol 11’ | Marcatori | 7’ Roos |

| Arbitro: | Dardenne |

|              |           |            |
| Labbadia 34’ | Marcatori | 72’ Zander |

| Arbitro: | Krug |

|                              |           |  |
| Bode 30’, 55’ Sauer 80’, 86’ | Marcatori |  |

| Arbitro: | Heitmann |

|                       |           |                           |
| Foda 6’ Friedmann 47’ | Marcatori | 29’ Helmer 66’ Rummenigge |

| Norimberga 17 novembre 1989, ore 20:00 CET 17ª giornata | Norimberga  | 0 – 0 referto | Kaiserslautern | Städtisches Stadion (30 000 spett.)\| Arbitro: \| Assenmacher \| |
| Arbitro:                                                | Assenmacher |               |                |                                                                  |

#### Girone di ritorno
| Arbitro: | Neuner |

|                                        |           |              |
| Effenberg 51’ (rig.), 69’ Bjelanov 73’ | Marcatori | 88’ Labbadia |

| Arbitro: | Schmidhuber |

|                           |           |               |
| Kuntz 38’, 68’ Schupp 86’ | Marcatori | 51’ Jurgeleit |

| Karlsruhe 9 dicembre 1989, ore 15:30 CET 20ª giornata | Karlsruhe | 0 – 0 referto | Kaiserslautern | Wildparkstadion (18 000 spett.)\| Arbitro: \| Löwer \| |
| Arbitro:                                              | Löwer     |               |                |                                                        |

| Arbitro: | Osmers |

|            |           |                                 |
| Dooley 58’ | Marcatori | 24’ Sturm 65’ (rig.) Littbarski |

| Arbitro: | Strigel |

|                                        |           |  |
| Freiler 16’ Franck 21’, 33’ Müller 30’ | Marcatori |  |

| Arbitro: | Albrecht |

|          |           |                                            |
| Foda 50’ | Marcatori | 28’ von Heesen 77’ (rig.) Furtok 90’ Nando |

| Arbitro: | Heitmann |

|                     |           |           |
| Andersen 55’ (rig.) | Marcatori | 39’ Hotić |

| Arbitro: | Amerell |

|                     |           |               |
| Lelle 75’ Kuntz 85’ | Marcatori | 13’ Rzehaczek |

| Arbitro: | Pauly |

|  |           |          |
|  | Marcatori | 3’ Hotić |

| Arbitro: | Wittke |

|                     |           |             |
| Lelle 18’ Kuntz 81’ | Marcatori | 30’ Paßlack |

| Arbitro: | Umbach |

|           |           |  |
| Kuntz 34’ | Marcatori |  |

| Arbitro: | Richmann |

|                                    |           |  |
| Kögl 5’ Wohlfarth 13’ Pflügler 83’ | Marcatori |  |

| Arbitro: | Boos |

|                               |           |  |
| Kuntz 14’ (rig.) Labbadia 67’ | Marcatori |  |

| Arbitro: | Krug |

|  |           |                             |
|  | Marcatori | 73’ (aut.) Knäbel 86’ Hotić |

| Arbitro: | Assenmacher |

|                                  |           |                |
| Bockenfeld 11’ (aut.) Schupp 54’ | Marcatori | 15’, 85’ Rufer |

| Arbitro: | Mierswa |

|                 |           |             |
| Zorc 31’ (rig.) | Marcatori | 4’ Labbadia |

| Arbitro: | Pauly |

|  |           |                        |
|  | Marcatori | 39’ Kasalo 50’ Dittwar |

### Coppa di Germania
| Arbitro: | Kentsch |

|  |           |               |
|  | Marcatori | 45’ Friedmann |

| Arbitro: | Wittke |

|           |           |                                    |
| Münch 75’ | Marcatori | 32’ Labbadia 74’ Allievi 89’ Kuntz |

| Arbitro: | Scheuerer |

|                    |           |                  |
| Kuntz 11’ Roos 73’ | Marcatori | 90’ (aut.) Kuntz |

| Arbitro: | Wiesel |

|                          |           |          |
| Stumpf 4’ Kuntz 33’, 68’ | Marcatori | 36’ Walz |

| Arbitro: | Harder |

|  |           |            |
|  | Marcatori | 52’ Dooley |

| Arbitro: | Neuner |

|                             |           |                              |
| Labbadia 19’, 26’ Kuntz 30’ | Marcatori | 54’ Neubarth 72’ Burgsmüller |

## Statistiche

### Statistiche di squadra
| Competizione      | Punti | In casa | In casa | In casa | In casa | In casa | In casa | In trasferta | In trasferta | In trasferta | In trasferta | In trasferta | In trasferta | Totale | Totale | Totale | Totale | Totale | Totale | DR  |
| Competizione      | Punti | G       | V       | N       | P       | Gf      | Gs      | G            | V            | N            | P            | Gf           | Gs           | G      | V      | N      | P      | Gf     | Gs     | DR  |
| ----------------- | ----- | ------- | ------- | ------- | ------- | ------- | ------- | ------------ | ------------ | ------------ | ------------ | ------------ | ------------ | ------ | ------ | ------ | ------ | ------ | ------ | --- |
| Bundesliga        | 31    | 17      | 8       | 4       | 5       | 29      | 23      | 17           | 2            | 7            | 8            | 13           | 32           | 34     | 10     | 11     | 13     | 42     | 55     | -13 |
| Coppa di Germania | -     | 3       | 3       | 0       | 0       | 8       | 4       | 3            | 3            | 0            | 0            | 5            | 1            | 6      | 6      | 0      | 0      | 13     | 5      | +8  |
| Totale            | 31    | 20      | 11      | 4       | 5       | 37      | 27      | 20           | 5            | 7            | 8            | 18           | 33           | 40     | 16     | 11     | 13     | 55     | 60     | -5  |

### Andamento in campionato
| Giornata  | 1 | 2 | 3 | 4 | 5 | 6  | 7 | 8  | 9  | 10 | 11 | 12 | 13 | 14 | 15 | 16 | 17 | 18 | 19 | 20 | 21 | 22 | 23 | 24 | 25 | 26 | 27 | 28 | 29 | 30 | 31 | 32 | 33 | 34 |
| --------- | - | - | - | - | - | -- | - | -- | -- | -- | -- | -- | -- | -- | -- | -- | -- | -- | -- | -- | -- | -- | -- | -- | -- | -- | -- | -- | -- | -- | -- | -- | -- | -- |
| Luogo     | C | T | C | T | C | T  | C | T  | C  | T  | T  | C  | T  | C  | T  | C  | T  | T  | C  | T  | C  | T  | C  | T  | C  | T  | C  | C  | T  | C  | T  | C  | T  | C  |
| Risultato | V | N | V | P | P | P  | V | P  | P  | P  | N  | N  | N  | N  | P  | N  | N  | P  | V  | N  | P  | P  | P  | N  | V  | V  | V  | V  | P  | V  | V  | N  | N  | P  |
| Posizione | 5 | 4 | 1 | 4 | 9 | 13 | 9 | 12 | 12 | 14 | 15 | 14 | 14 | 14 | 17 | 16 | 17 | 18 | 16 | 15 | 16 | 17 | 17 | 17 | 17 | 17 | 16 | 11 | 15 | 12 | 11 | 10 | 11 | 12 |

Legenda:

Luogo: C = Casa; T = Trasferta. Risultato: V = Vittoria; N = Pareggio; P = Sconfitta.

### Statistiche dei giocatori
| Giocatore    | Bundesliga | Bundesliga | Bundesliga  | Bundesliga | Coppa di Germania | Coppa di Germania | Coppa di Germania | Coppa di Germania | Totale   | Totale | Totale      | Totale     |
| Giocatore    | Presenze   | Reti       | Ammonizioni | Espulsioni | Presenze          | Reti              | Ammonizioni       | Espulsioni        | Presenze | Reti   | Ammonizioni | Espulsioni |
| ------------ | ---------- | ---------- | ----------- | ---------- | ----------------- | ----------------- | ----------------- | ----------------- | -------- | ------ | ----------- | ---------- |
| S. Allievi   | 19         | 1          | 6           | 1          | 2                 | 1                 | 0                 | 0                 | 21       | 2      | 6           | 1          |
| T. Dooley    | 22         | 2          | 5           | 0          | 5                 | 1                 | 1                 | 0                 | 27       | 3      | 6           | 0          |
| G. Ehrmann   | 21         | 0          | 1           | 0          | 3                 | 0                 | 0                 | 0                 | 24       | 0      | 1           | 0          |
| K. Emig      | 25         | 0          | 1           | 1          | 4                 | 0                 | 0                 | 0                 | 29       | 0      | 1           | 1          |
| F. Foda      | 27         | 3          | 3           | 0          | 6                 | 0                 | 1                 | 0                 | 33       | 3      | 4           | 0          |
| K. Friedmann | 18         | 2          | 4           | 0          | 3                 | 1                 | 1                 | 0                 | 21       | 3      | 5           | 0          |
| B. Goldbæk   | 3          | 0          | 1           | 0          | 1                 | 0                 | 0                 | 0                 | 4        | 0      | 1           | 0          |
| M. Haber     | 3          | 0          | 0           | 0          | 1                 | 0                 | 0                 | 0                 | 4        | 0      | 0           | 0          |
| F. Hartmann  | 15         | 1          | 0           | 0          | 2                 | 0                 | 0                 | 0                 | 17       | 1      | 0           | 0          |
| H. Hoos      | 21         | 0          | 0           | 0          | 3                 | 0                 | 0                 | 0                 | 24       | 0      | 0           | 0          |
| D. Hotić     | 14         | 3          | 1           | 0          | 2                 | 0                 | 1                 | 0                 | 16       | 3      | 2           | 0          |
| M. Kranz     | 6          | 0          | 0           | 0          | 0                 | 0                 | 0                 | 0                 | 6        | 0      | 0           | 0          |
| S. Kuntz     | 32         | 15         | 1           | 1          | 6                 | 5                 | 0                 | 0                 | 38       | 20     | 1           | 1          |
| B. Labbadia  | 28         | 6          | 2           | 0          | 6                 | 3                 | 0                 | 0                 | 34       | 9      | 2           | 0          |
| F. Lelle     | 22         | 2          | 1           | 0          | 4                 | 0                 | 0                 | 0                 | 26       | 2      | 1           | 0          |
| R. Lutz      | 12         | 0          | 3           | 0          | 3                 | 0                 | 1                 | 0                 | 15       | 0      | 4           | 0          |
| A. Roos      | 23         | 1          | 6           | 0          | 4                 | 1                 | 2                 | 0                 | 27       | 2      | 8           | 0          |
| U. Scherr    | 22         | 0          | 2           | 0          | 4                 | 0                 | 0                 | 0                 | 26       | 0      | 2           | 0          |
| M. Schupp    | 31         | 3          | 7           | 0          | 4                 | 0                 | 3                 | 0                 | 35       | 3      | 10          | 0          |
| M. Serr      | 14         | 0          | 0           | 0          | 3                 | 0                 | 0                 | 0                 | 17       | 0      | 0           | 0          |
| E. Shakhov   | 5          | 0          | 0           | 0          | 1                 | 0                 | 0                 | 0                 | 6        | 0      | 0           | 0          |
| M. Sommer    | 5          | 0          | 2           | 0          | 2                 | 0                 | 0                 | 0                 | 7        | 0      | 2           | 0          |
| J. Stadler   | 7          | 0          | 2           | 0          | 1                 | 0                 | 0                 | 0                 | 8        | 0      | 2           | 0          |
| R. Stumpf    | 28         | 0          | 5           | 0          | 5                 | 1                 | 3                 | 0                 | 33       | 1      | 8           | 0          |
| G. Więzik    | 3          | 0          | 0           | 0          | 0                 | 0                 | 0                 | 0                 | 3        | 0      | 0           | 0          |
| W. Wuttke    | 10         | 1          | 2           | 0          | 1                 | 0                 | 0                 | 0                 | 11       | 1      | 2           | 0          |